# Panossas
Panossas ist eine französische Gemeinde mit 682 Einwohnern (Stand: 1. Januar 2022) im Département Isère in der Region Auvergne-Rhône-Alpes. Sie gehört zum Arrondissement La Tour-du-Pin und zum Kanton Charvieu-Chavagneux. Die Einwohner werden Panossiens genannt.

## Geographie
Die Gemeinde Panossas liegt am Südwestrand des Plateau de Crémieu, etwa 31 Kilometer ostsüdöstlich von Lyon. Umgeben wird Panossas von den Nachbargemeinden Chozeau im Norden, Veyssilieu im Osten, Frontonas im Süden sowie Chamagnieu im Westen.

## Bevölkerungsentwicklung
| Jahr                       | 1962 | 1968 | 1975 | 1982 | 1990 | 1999 | 2006 | 2012 | 2021 |
| Einwohner                  | 176  | 166  | 187  | 227  | 346  | 498  | 555  | 654  | 667  |
| Quellen: Cassini und INSEE |      |      |      |      |      |      |      |      |      |

## Sehenswürdigkeiten
- Kirche Saint-Martin
- Schloss Antouillet
- Wehrhof Bonrepos, Ende des 16. Jahrhunderts erbaut
- Ruinen der gallorömischen Siedlung in Les Bussières
- zwei ehemalige Waschhäuser
- Weinpresse am See Marsa

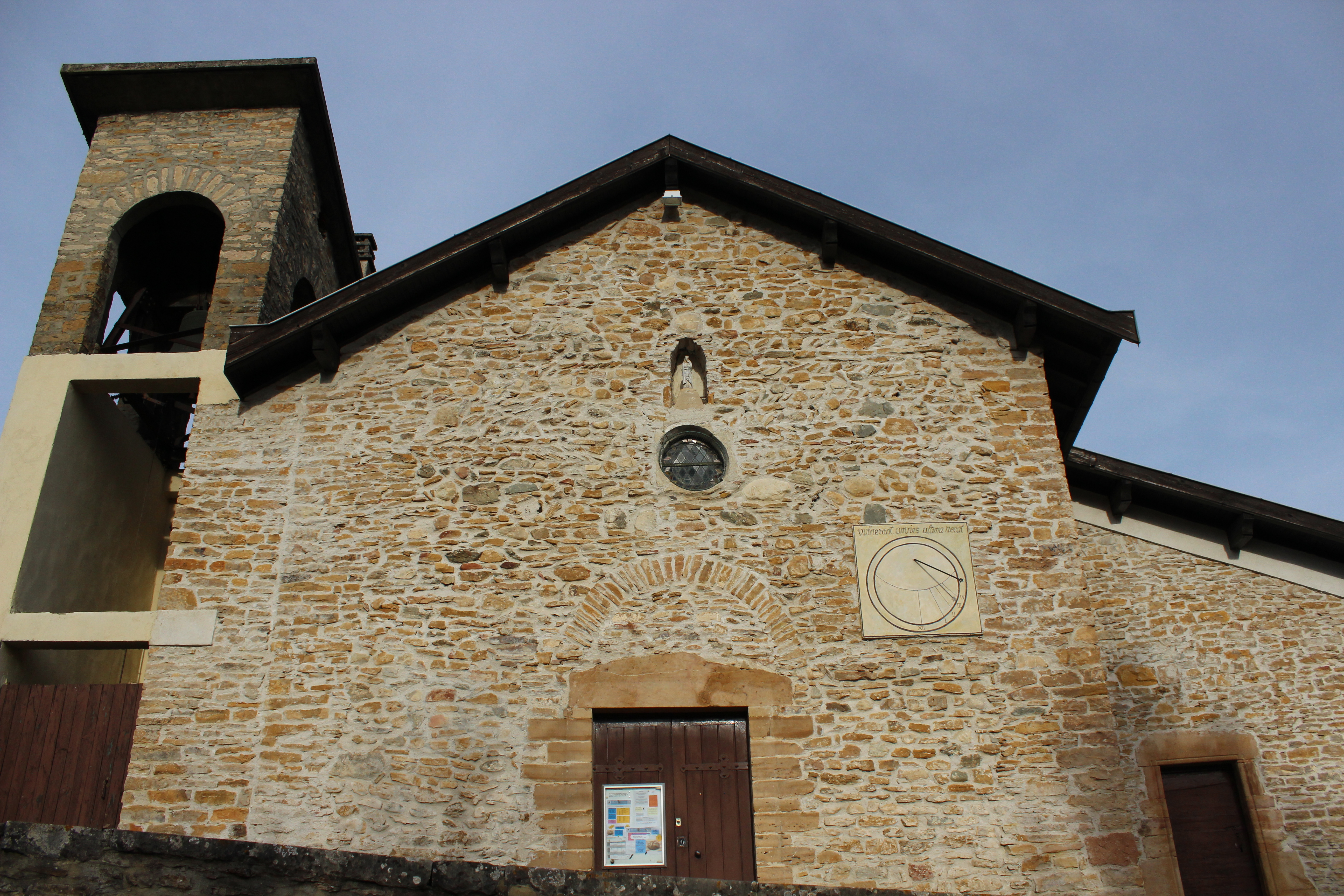
Kirche Saint-Martin
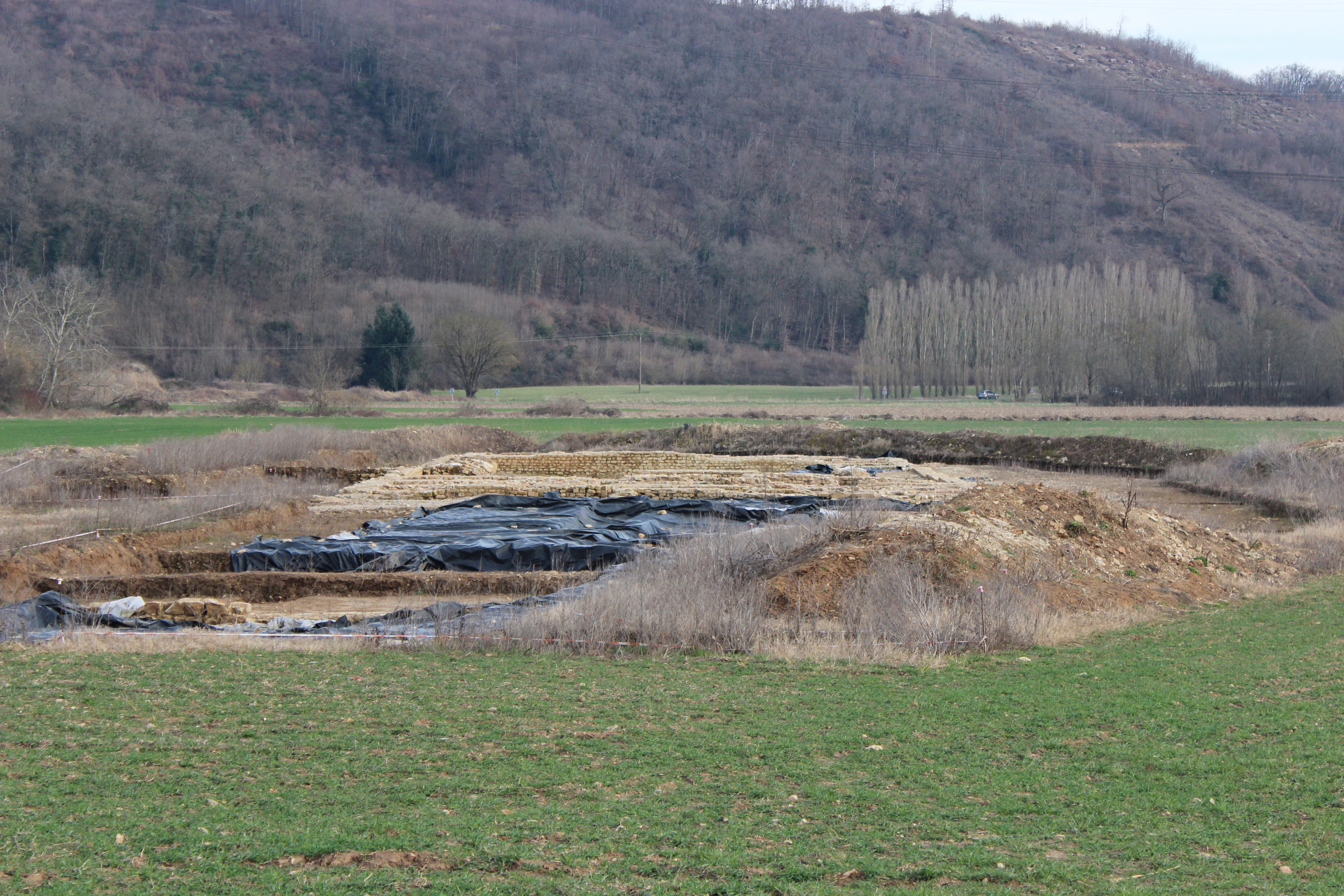
Grabungsstelle der Ruinen von Les Bussières
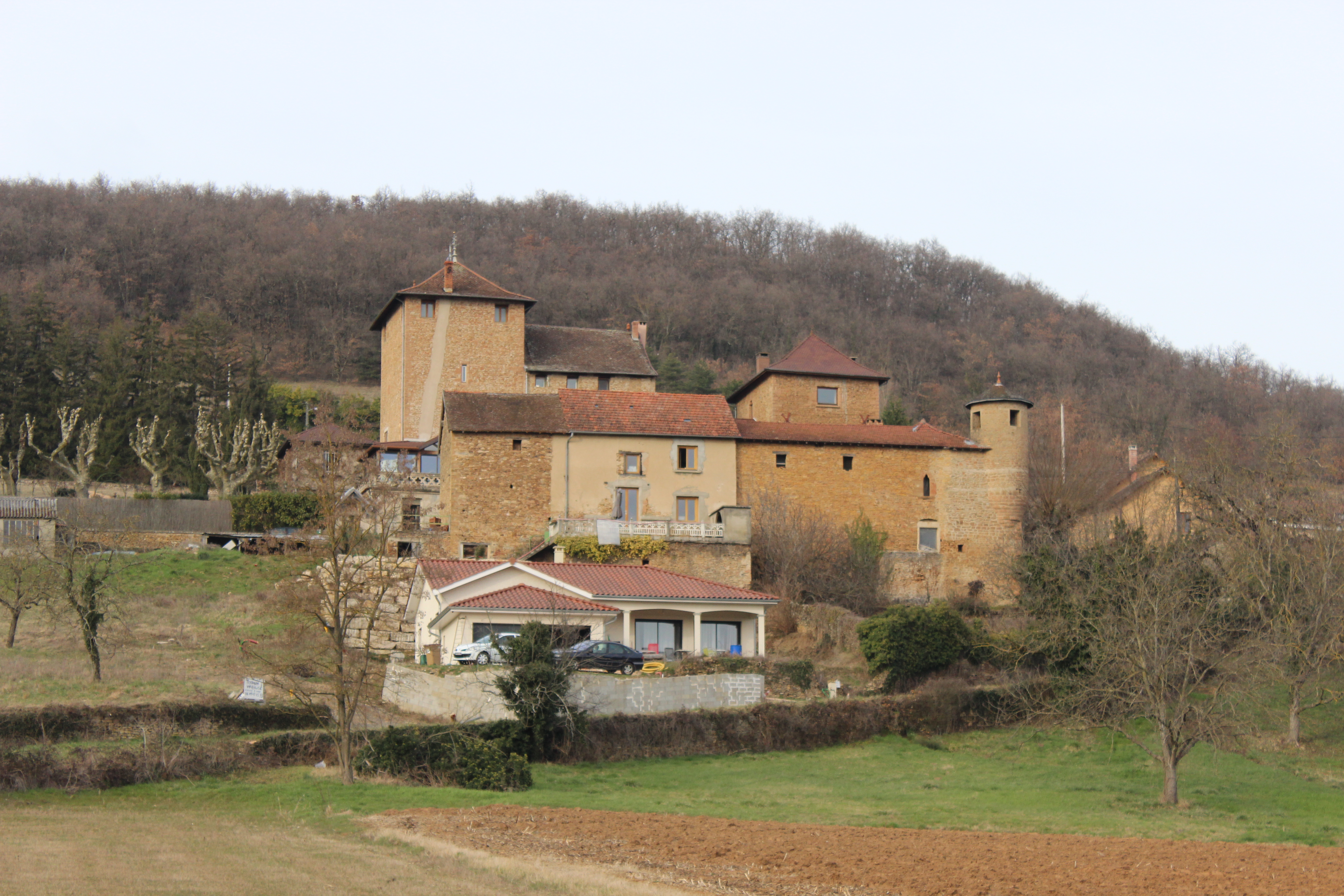
Schloss Antouillet
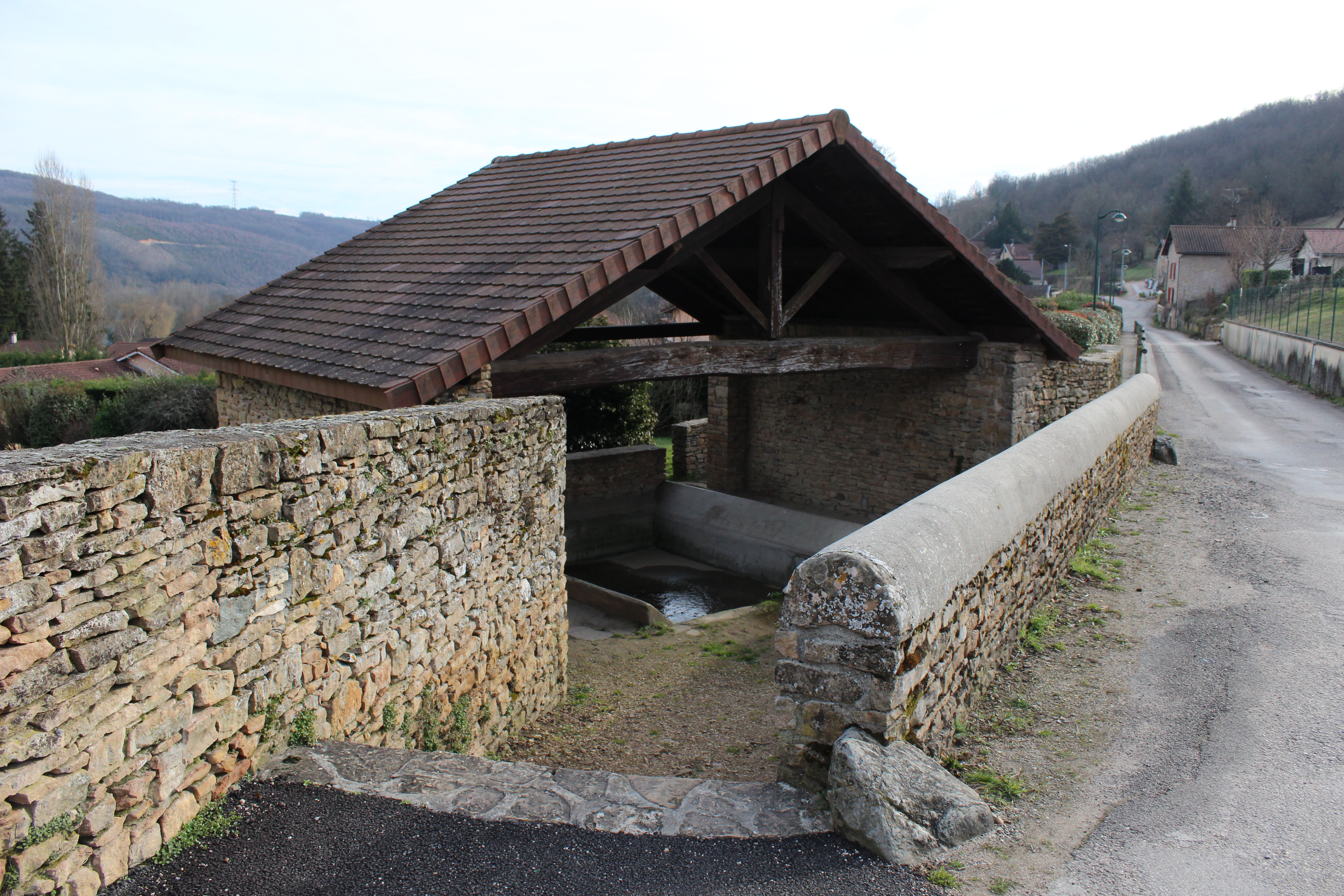
Ehemaliges öffentliches Waschhaus
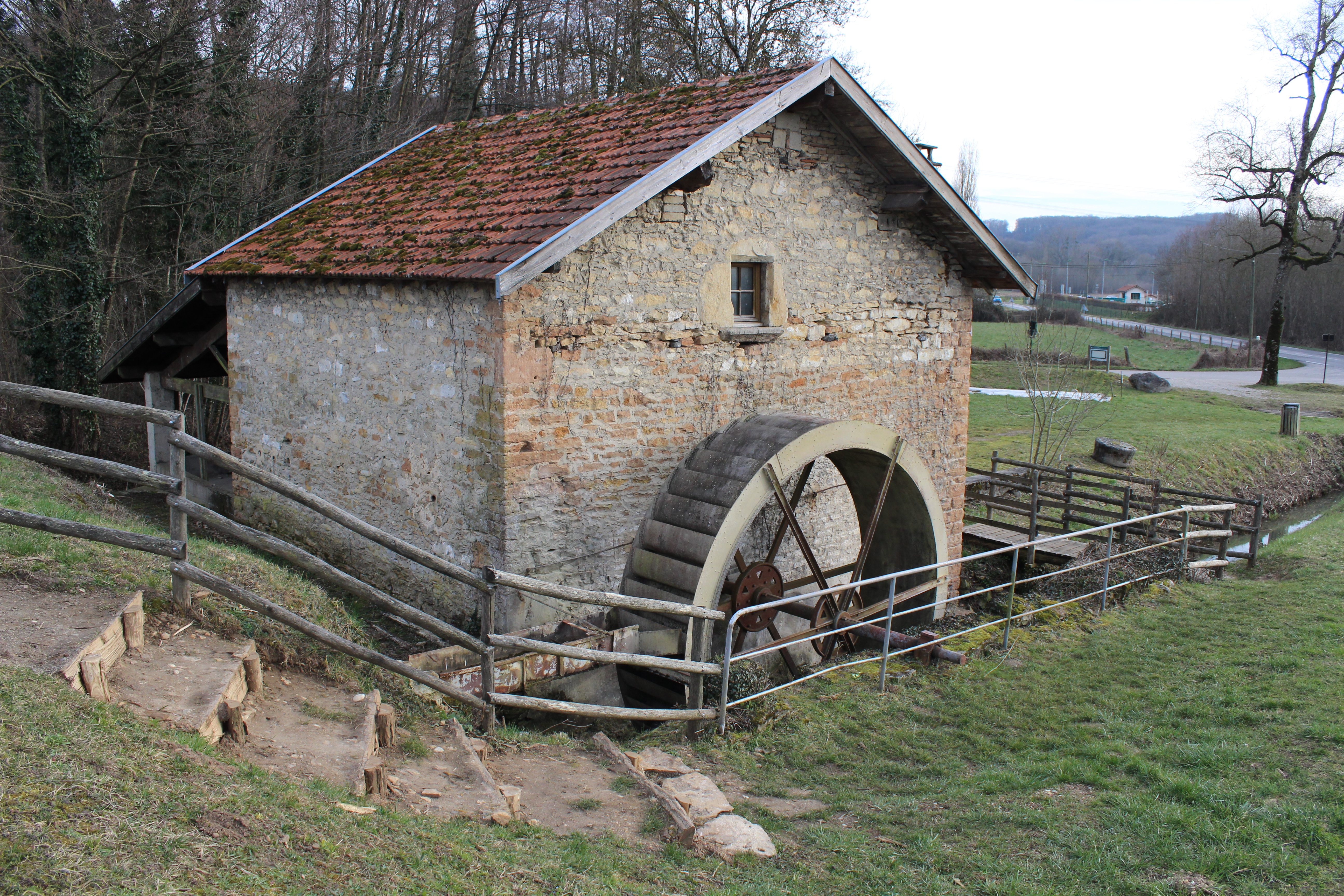
Weinpresse